# CLUSTER EDGE
『CLUSTER EDGE』（クラスターエッジ）は、日本のアニメ作品。2005年10月から2006年3月にかけてテレビ東京系で放送された。2006年秋にOVA『Secret Episode』がリリースされた。制作はサンライズ。

## 作品概要
20世紀初頭のヨーロッパに似た世界を舞台に、「大人社会」に立ち向かう少年たちの戦いを描いた作品。感情を持たない人間を兵器として扱う人造兵問題をアナロジーとして用い、客観的な立場で人間世界の人種差別的な要素に対する洞察を盛り込み、ただの学生に過ぎない主人公達が社会的問題に立ち向かう群像劇を描く。劇中での謎については、全ては明かされていないままとなっている。

## ストーリー
大きな紛争後の世界。名門学校クラスターE.Aにアゲート・フローライトという名の少年が編入してくる。不思議な力を秘めた彼を中心に学園生のベリルやフォンらは次第に影響を受けてゆく。一方、学園の外では戦争中に兵器として使用された感情を殺された人間「人造兵」が既に必要のないものとして処分されつつあった。

## 登場人物

### 主要人物
アゲート・フローライト
声 - 下野紘
クラスターE.A.に編入してきた本作の主人公。15歳。
性格は天真爛漫で、底抜けに明るい。大の飛行機好きで、自作の飛行機を持ち、授業よりも飛行機作りに熱中してしまう程。
どこか憎めない性格であり、周囲の人間を引き込んでしまう。
不思議な力を持ち、学園内で幾度も「奇蹟」を起こすが、その能力故に軍から追われる身となる。
大きな力を発動すると、激しいショックで記憶喪失に陥ってしまう。
ベリル・ジャスパー
声 - 福山潤
レグラント共和国の軍人家系の名家ジャスパー家の跡取り息子。15歳。
容姿端麗・文武両道という非の打ち所もない優等生で、クラスターE.A.の学生達の憧れの的となっている。しかしながら、本人は軍や手柄などには全く興味を示しておらず、自分が恵まれた環境にいる事、自分に敷かれたレールを歩む事に反発を感じている。
前線で重傷を負った母親を守るため、ジャスパー家での発言権を得るべく、学園の生徒会長に最年少で立候補し、上級生を抑えて見事当選した。
誰に対しても本心を明かさない孤高の存在だったが、アゲートとの出会いによって彼に変化が訪れる。
フォン・アイナ・サルファー
声 - 岸尾大輔（現：岸尾だいすけ）
フォスゲン王国出身の大富豪の御曹司で、愛車を乗り回す活発な少年。15歳。
ベリルとは気が合うせいか、彼と行動を共にする事が多い。
実年齢より幼い外見をしているが、自分が周囲からどう思われているかは理解しており、大人を敵に回さないよう自身の「幼さ」を武器にするなど、したたかな一面も持ち合わせている。
いじめられっ子だったせいか、引っ込み思案な所があり、他人に対して自分を表現する事を苦手としている。
アゲートとの出会ってからは、彼の飛行機作りを手助けしている。
ロード配下の爆発に巻き込まれ、川に転落するがクロム団に助けられ、彼らとまた合う約束をした。
クロム
声 - 吉野裕行
先の大戦中、エマの実家が経営する人造兵製造工場で作られた人造兵。
カールスによって彼の「弟としての」記憶を与えられた事で、本来人造兵には欠如している感情や倫理観を持っている。
そのため、人間と変わらない喜怒哀楽の表情を覚え、人間の感情も理解出来る、その影響か非常に感情的になりやすい。
かつてはカールスと行動を共にしており、彼を兄のように慕っていた。
カールスが撃墜され行方不明になった後は、同年代の人造兵の集まり・クロム団を率いて各地を巡っている。
ひょんなことから、殺すハズだったアゲートと行動を共にしている。

### クラスターE.A.の卒業生
カールス（カルセドニー・レニエル）
声 - 井上剛 / 少年時代：瀧本富士子
人造兵擁護運動（後のカールス運動）の若き指導者。クラスターE.A.の卒業生で、エマやベスビアとは同期。
クロムを弟として育て、彼に人間らしい感情を与えた他、クロム団に知識を授けるなど、彼らがより人間に近くなるよう教育を施した。
しかし、彼を快く思わないグリアン共和国軍と交戦状態に陥り、彼に激しい嫉妬心を抱くベスビアによって飛行機ごと撃墜され、命を落としてしまった。
アゲート同様、飛行機好きでもある。
過去に父親(声‐江原正士)から訓練用に人造兵(声‐広橋涼)を与えられ、その人造兵に「アゲート」という名前を付け言葉を教え、弟のように生活をしていた。しかし父にそのことがバレ、父はその人造兵を機能停止にしてしまう。それによりカールスは誤って父親を射殺してしまった。それから彼は人造兵を擁護する決意をした。
エマ（エマタイト・ラムスベック）
声 - 木内秀信
クラスターE.Aの卒業生。現在は母校で教師を務めている。
学生時代、カールスとは親友の間柄だったが、彼の人造兵に対する考えに共感出来ず、現在は疎遠となってしまっている。
実家は兵器開発会社であり、人造兵の製造によって富を得ていた。
学園の教師の職に就いたのは、社会（外の世界）に出たくなかったためだった。
人造兵の製造所を襲撃に来たクロムに殺されかかるが、カールスの記憶を持ったクロムは彼の言葉を聞き攻撃をやめる。
ベスビア・バレンチノ
声 - 斎賀みつき
グリアン国軍の諜報部に所属する軍人で、クラスターE.A.の卒業生。
誰よりも出世欲の強い野心家で、上に昇るためには手段を選ばない性格の持ち主。
エマやカールスとはかつて青春時代を共に過ごした友人関係だったが、カールスに対して憧れと嫉妬の入り混じった強いライバル心を抱いており、その感情を持て余していた。ちなみに彼とは学年のトップ2として互いに切磋し合う間柄でもあった。
カールスの乗っていた飛行機を容赦なく撃ち落とすが、彼が行方不明となった後もその存在に特別な思いを抱いている。
不思議な力を持つ少年（アゲート）の存在を狙っており、調査のため学園にやって来る。
ロード・クロサイト
声 - 神谷浩史
クラスターE.A.の卒業生で、ベリルと同じくレグラント共和国出身。
元は貴族の家系だが、現在は、失われた母国の威厳を取り戻すべく、人造兵を使ったクーデターを引き起こすテロリストとなっている。
人造兵の事は単なる兵器や道具としてしか感じておらず、彼らの機能停止（死）に関しても悲しみすら抱かないなど、性格は冷徹。
同郷出身で名家ジャスパー家の跡取りであるベリルを同志にしようと目論んでおり、幾度も彼にアプローチをかける。
最終決戦の際にベリルに「神殺しの弾丸」を奪われ、取り返そうと戦闘機で追いかけるもアゲートの力により飛行機は墜落、生死不明となる。

### クロム団の人造兵
クロムがリーダーを務めるクロム団に属する人造人間。量産型と違って、特徴的な容姿をしているが、特定の名前は無く、ナンバーで呼ばれている。カールスにより人間に近くなるよう教育された事で、人間と同様の知識を備えているが、クロムのような人間に近い感情は無いため、人間の心は理解出来ないでいる。
クロム団1号
声 - 鈴木達央
クロム団の中では最も冷静沈着な性格の人造兵。右目に眼帯をつけている。
リーダーであるクロムを絶対視しており、彼の行動や考えには疑う事なく従う。
死亡したヒューゲルの墓を作り、花に対してかわいそうと発言するなど優しい一面が見られる。
ヒューゲルの家族の写真が入れられたペンダントを常にかけて、家族のために自分たちを裏切った老人(声‐茶風林)を責める他の団員を制する等、家族の大切さを理解しつつある。
ロード配下の人造兵からクロム達を逃がし、逃げ遅れた少年を少年の家族の所に逃がすため瓦礫の下敷きになり死亡する。彼のペンダントは後にクロムたちに回収される。
クロム団2号
声 - 鈴木千尋
飄々とした性格の人造兵。ヘアバンドをしている。
クロム団の中では、クロムを除いて最も人間に近い考え方をしている。
クロムからアゲートを殺すよう命じられたがアゲートの能力、そしてアゲートの無邪気な笑顔を見て戸惑う(最も彼は最初から殺すことをためらっていた)。
クロム団3号
声 - 鈴木正和
帽子を被り、あまり表情を表に出さない人造兵。
人間の感情を理解する事は出来ないが、リーダーであるクロムには深い信頼を寄せている。
彼にも上記2名のように人間のような優しさが見られた。
セピア
声 - 無し
1 - 3号の他にクロム団に属している指揮官タイプの人造兵。上記3名と違って顔は同じである。
育成途中のため自我が無く、会話をする事も出来ないため（だが、3号は夕日の沈む場所に行きたいと言っていた等と発言していた）、クロム団で様々な知識を与えられ、教育されている。
戦闘時は普通の人造兵と変わらない戦闘能力を発揮するが、子供のような行動を取る。

### その他の登場人物
ルドウィヒ
声 - 小川真司
人造兵製造工場を監視している宗教組織の幹部にして聖職者。カールスとも面識がある模様。
エマの実家の人造兵製造工場で、極秘に新型の人造兵を開発させていた。
アゲートの行く末を案じている。
ヒューゲル
声 - 川本克彦
ルドウィヒに仕える直属の部下で、白の僧兵のリーダーとして、彼と行動を共にし警護にあたっている。
しかしながら、戦争が終わり、使用されなくなった人造兵製造工場を壊そうとしないルドウィヒの考えには疑問を抱いている。
ラムスベックから書物を受け取ったあとベスビア軍の襲撃に会い、銃弾を受け川に転落して死亡する。
リナ
声 - 本名陽子
修道士の女性。クロムに対して普通の人間のように接している。
カールスとは子供の頃からの知り合いだった。
カールスの祖母
声 - 谷育子
早くに両親を亡くしたカールスにとって唯一の肉親とも言える存在。
温和な性格で、孫であるカールスを心の底から愛している。目が不自由。
しかし、親類からは厄介者扱いされている。
カールスの記憶を持ったアゲートを、カールスだと思い込んでいる模様。
彼女はクロムにカールスの過去を話す。そこに駆けつけたアゲートとクロムの目の前で、最期までアゲートをカールスだと信じ満足したように昇天した。
その後彼女の墓はカールスの母の墓の隣に建てられる。
ラムスベック
声 - 土師孝也
エマの父親。人造兵の製造を行っている。
ヒューゲルに書物を渡していた。
エリザベート・マイナ・サルファー
声 - 桑島法子
フォンの姉。OVA「Secret Episode」第3話に登場。18歳。
引っ込み思案な弟とは対照的に、快活ではっきりした性格の持ち主。
フォンの事は、昔の愛称で呼ぶなど子供扱いしている。
剣の腕前は、人造兵のクロムをして素晴らしいと思わせる程高い。

## スタッフ
- 原作 - 矢立肇、池田成
- 監督 - 池田成
- シリーズディレクター - まついひとゆき（第14話 - 第25話、Secret Episode）
- シリーズ構成 - 大野木寛（第14話 - 第25話、Secret Episode）
- メインキャラクター原案 - 小松田わん
- キャラクターデザイン - 菱沼義仁
- メカニックデザイン - 山根公利
- 美術設定 - 佐藤肇
- 美術監督 - 小川由紀子
- 色彩設計 - 片山由美子、赤間三佐子
- 撮影監督 - 老平英
- 編集 - 野尻由紀子
- 音楽 - 根岸貴幸
- 音響監督 - 木村絵理子
- プロデューサー - 富岡秀行、峯岸功、小林潤香
- 製作 - サンライズ、バンダイビジュアル

## 主題歌
オープニングテーマ
「FLY HIGH」（第1話 - 第14話）
作詞 - 椎名慶治 / 作曲・編曲 - 椎名慶治・永谷喬夫 / 歌 - SURFACE
「僕たちの奇蹟」（第15話 - 第24話、Secret Episode）
作詞 - 小間浩子 / 作曲 - DAITA / 編曲 - 斎藤真也 / 歌 - Cluster'S（下野紘、福山潤、岸尾大輔、吉野裕行）
エンディングテーマ
「君という名の光」（第1話 - 第14話、第25話）
作詞 - 石井裕 / 作曲・編曲 - 斎藤真也 / 歌 - Cluster'S（下野紘、福山潤、岸尾大輔、吉野裕行）
「ココロのつぼみ」（第15話 - 第24話、Secret Episode）
作詞 - 椎名慶治 / 作曲・編曲 - 椎名慶治・永谷喬夫 / 歌 - SURFACE

## 各話リスト
| 話数 | サブタイトル             | 脚本       | 絵コンテ                      | 演出              | 作画監督                                                                    | 放送日         |
| ---- | ------------------------ | ---------- | ----------------------------- | ----------------- | --------------------------------------------------------------------------- | -------------- |
| 1    | アゲートという名の少年   | 池田成     | 池田成                        | 山本恵            | 菱沼義仁・山本佐和子・竹内進二（キャラクター） 橋本敬史（メカ・エフェクト） | 2005年10月4日  |
| 2    | ベリルの剣               | 池田成     | 池田成                        | 鳥羽聡            | 高橋晃                                                                      | 2005年10月11日 |
| 3    | 冷たい銃弾               | 池田成     | 加瀬充子                      | 吉村章            | しんぼたくろう、高瀬健一 (中村プロダクション)                               | 2005年10月18日 |
| 4    | 漆黒のクロム団登場!!     | 高橋哲子   | 笹木信作                      | 藤田陽一          | 米山浩平、池田有 (中村プロダクション)                                       | 2005年10月25日 |
| 5    | 奇蹟のレース             | 池田成     | 小山田桂子 鳥羽聡             | 小山田桂子        | 高橋晃                                                                      | 2005年11月1日  |
| 6    | 教授とフォン             | 池田成     | 西澤晋 米たにヨシトモ         | 鳥羽聡            | 高橋晃                                                                      | 2005年11月8日  |
| 7    | 過去への旅               | 大野木寛   | 小倉史科                      | 小倉史科          | 菱沼義仁                                                                    | 2005年11月15日 |
| 8    | 生徒会選挙               | 池田成     | まついひとゆき 池田成         | 吉村章            | 米山浩平、池田有                                                            | 2005年11月22日 |
| 9    | 館の亡霊                 | 池田成     | 西森章 みなみやすひろ         | 山本恵            | 高橋晃                                                                      | 2005年11月29日 |
| 10   | 運命の道                 | 大野木寛   | 鳥羽聡                        | 鳥羽聡            | -                                                                           | 2005年12月6日  |
| 11   | それぞれの想い           | 池田成     | 池田成                        | 藤田陽一          | 高橋晃                                                                      | 2005年12月13日 |
| 12   | アゲートの叫び           | 大野木寛   | 須永司                        | 鳥羽聡            | 高橋晃                                                                      | 2005年12月20日 |
| 13   | カールスの遺したもの     | 池田成     | まついひとゆき 西澤晋         | 吉村章            | 米山浩平、池田有                                                            | 2005年12月27日 |
| 14   | 明日への風               | 野村祐一   | まついひとゆき                | 藤田陽一          | 高橋晃                                                                      | 2006年1月10日  |
| 15   | エマへの手紙             | 大野木寛   | 西澤晋                        | 山本恵            | しんぼたくろう、高瀬健一                                                    | 2006年1月17日  |
| 16   | クロムとアゲート         | 浅川美也   | 須永司                        | 鳥羽聡            | 高橋晃                                                                      | 2006年1月24日  |
| 17   | 怯えた瞳                 | 岡部雅子   | 須永司                        | 綿田慎也 藤田陽一 | 高橋晃                                                                      | 2006年1月31日  |
| 18   | 翼のもとに               | 山田かおり | 西澤晋                        | 吉村章            | 米山浩平、池田有                                                            | 2006年2月7日   |
| 19   | 大空への絆               | 大野木寛   | 須永司                        | 小山田桂子        | 高橋晃                                                                      | 2006年2月14日  |
| 20   | さまよえる人造兵         | 大野木寛   | まついひとゆき みなみやすひろ | 山本恵            | 高橋晃                                                                      | 2006年2月21日  |
| 21   | 決意の時                 | 野村祐一   | 須永司                        | 鳥羽聡            | しんぼたくろう、高瀬健一                                                    | 2006年2月28日  |
| 22   | 悲しき怒り               | 浅川美也   | 須永司                        | 吉村章            | 米山浩平、池田有、井村学                                                    | 2006年3月7日   |
| 23   | 遺言                     | 山田かおり | 西森章                        | 綿田慎也 藤田陽一 | 高橋晃                                                                      | 2006年3月14日  |
| 24   | 破滅への序曲             | 大野木寛   | 須永司                        | 山本恵            | 高橋晃                                                                      | 2006年3月21日  |
| 25   | 裁きの火、そして、明日へ | 大野木寛   | まついひとゆき                | 鳥羽聡            | しんぼたくろう、高瀬健一、佐光幸恵 小松英司、菱沼義仁                       | 2006年3月28日  |

『Secret Episode』
| 話数 | サブタイトル | 脚本       | 絵コンテ   | 演出              | 作画監督                | 放送日        |
| ---- | ------------ | ---------- | ---------- | ----------------- | ----------------------- | ------------- |
| 1    | 集う日       | 大野木寛   | 須永司     | 綿田慎也 藤田陽一 | 米山浩平 池田有         | 2006年9月22日 |
| 2    | 白き足跡     | 山田かおり | 須永司     | 綿田慎也          | 菱沼義仁                | 2006年9月22日 |
| 3    | 自由の翼     | 大野木寛   | 神楽坂時市 | 鳥羽聡            | しんぼたくろう 高瀬健一 | 2006年9月22日 |

## 放送局
| 放送地域   | 放送局     | 放送期間                      | 放送日時           | 放送系列       | 備考 |
| ---------- | ---------- | ----------------------------- | ------------------ | -------------- | ---- |
| 関東広域圏 | テレビ東京 | 2005年10月4日 - 2006年3月28日 | 火曜 25:00 - 25:30 | テレビ東京系列 |      |
| 大阪府     | テレビ大阪 | 2005年10月8日 - 2006年4月1日  | 土曜 26:05 - 26:35 | テレビ東京系列 |      |
| 愛知県     | テレビ愛知 | 2005年10月11日 - 2006年4月4日 | 火曜 25:28 - 25:58 | テレビ東京系列 |      |

## ラジオ
嗚呼、クラスター学園!
2005年10月7日 - 2006年6月23日（公開録画を含むと8月11日）までBEAT☆Net Radio!で配信されたラジオ。略称は「クラ学」もしくは「アスター」。毎回パーソナリティの一人が日直となり、司会及びコーナーのタイトルコール、OPで出欠確認と報告・EDでその回の駄目出しを行う。女人禁制のラジオ（しかし女性である斎賀みつきがゲストとして呼ばれている）。
ある意味で伝説的なラジオとなり、ゲストに来た神谷浩史には「ラジオの底辺」とまで言われた。
2度の公開録音を行い、2度目（実質の最終回）は当時にしては珍しく収録模様を動画配信した。1度目は18回と19回に分けて放送された。

### パーソナリティ
- 下野紘（アゲート・フローライト役）（1・5・9・13・17・22・26・30・34）
- 福山潤（ベリル・ジャスパー役）（2・6・10・14・18・19・23・27・31・35・36）
- 岸尾大輔※現岸尾だいすけ（フォン・アイナ・サルファー役）（3・7・11・15・20・24・28・32）
- 吉野裕行（クロム役）（4・8・12・16・21・25・29・33）

後ろの数字はそれぞれが日直を勤めた回である。

### ゲスト
- 鈴木達央（クロム団1号）（16・17）
- 木内秀信（エマタイト・ラムスベック役）（20・21）
- 神谷浩史（ロード・クロサイト役）（22・23）
- 斎賀みつき（ベスビア・バレンチノ役）（26・27）
- 井上剛（カルセドニー・レニエル役）（30・31）

### コーナー
クラ学の秘密 略して「ヒメクラ」
リスナーが新聞部員となりクラ学の秘密を暴露する、なんでも語尾に「らしい」をつければOKというコーナー。
裏クラスター占い
リスナーの送ったメールの中から、1枚を選んで本日の運勢を占うコーナー。
クラ学制服コレクション 略して「制クラ」
リスナーに制服の写真を送ってもらうコーナー。途中から仕事の制服・コスプレも可となった。リスナーから掲載OKの許可がある場合は、HPにて写真が公開された。このコーナーでは岸尾は「大先生」というオリジナルキャラクターを作って喋り、その体で進行される。
クラ学中学生日記 略して「中クラ」
15歳当時のエピソードを紹介するコーナー。
今週の「下ネタ」
「下野のネタ」のコーナー。最初は行う予定のない突発的にできたコーナーだったが、後に台本に載るようになり、正式なコーナーとなった。
予告
次放送分の予告のコーナー。放送終了後もウソ予告として残り、ネタ披露の場となった。
カールス1グランプリ
カールス役の井上剛の持ち込み企画。どのキャラクターが一番カールスを好きであるかを決定するというもの。アニメの前半（13話）後半（12話）と全話の3部門で構成され、最終回（公開録画）では2が開催された。1ではアニメの中で「“カールス”と呼んだ回数」、2では「カールスを回想した時間」で競う。

### ラジオCD
- 嗚呼、クラスター学園! ぬきうち課外授業（DVD第1巻初回特典）
- 嗚呼、クラスター学園! やっぱり強制補習（2006年8月4日発売）
- 嗚呼、クラスター学園! いきなり授業参観（2006年9月4日発売）

### 出来事
- 福山は鈴木と木内のゲストの回を、吉野は神谷と斎賀と井上のゲストの回を欠席している。
- 番組初ゲストの回で、下野以外の全員が収録に遅刻してしまい、ゲストの鈴木にいたっては、収録も終盤になってから現れた。ちなみに収録は10時からの予定だったが、岸尾は9時30分に鈴木は10時過ぎに起床した（公開録音では福山が「このラジオの収録に1度も遅刻していないのは自分だけ」と言っていた）。
- 下野は同じ事務所の所属でもある鈴木より年上で先輩でもあるが、「立場が逆に見える」とよく言われることを明かした。
- 福山は開始当初、番組を真っ当なものにしようとしていたが、アニメの放送が終わってからは全くそんな気は無くなった（岸尾と吉野は、いつ彼がキレるかを実は心配していた）。
- 番組の進行やトーク内容などに、リスナーからの苦情が相次いだため、途中からふつおたのコーナーが主に苦情を聞くコーナーとなった。例：ゲストの話をもっと聞かせて欲しい（○○さん呼んでなど）や、一緒に聞いていた母親が怒り「世界とのつながり（インターネット）を切る」と言われたなど。
- 年上3人が好きなため北斗の拳、聖闘士星矢の話題が多数出ており、作品を読んでいない下野は非国民と怒られた。北斗の拳は読むように命令されコンビニで立ち読みをしたが、そのことも怒られてしまった。下野も知っていたドラゴンボールの話題も良く上る。また、銀河英雄伝説も下野以外の3人は全員視聴済みだった。
- カールス1グランプリは井上剛が徹夜でDVDを見直して計測した。途中何をしているのか、と思う時間帯があったりしたため、計測の結果は正確ではないらしい。福山に「自分が出演した回ぐらい台本を見ればよかったのに」と、突っ込まれている。
- 配信当時はワールドカップ開催時期と重なり、サッカー好きの吉野が配信日の試合予定を告知したりと、サッカーの話題も出ていた。
- 岸尾は、この番組を聞いたとある先輩に「お前との付き合いを考えさせてもらう」と言われ本気で凹んだことを最後の日直の回で告げ、以降普通にやると宣言していた。

## CLUSTER EDGE〜君を待つ未来への証〜
テレビアニメを原作に2006年9月14日にマーベラスインタラクティブから発売されたPlayStation 2用アドベンチャーゲーム。世界観や登場人物などはアニメ版を再現しており、主人公をはじめとしたオリジナルキャラクターも登場している。プレイヤーはクラスターE.Aの転校生となって学園生活を営み、学園での会話で掴んだキーワードを元に様々な謎を解き明かすと言う内容。初回限定版と予約特典にそれぞれドラマCDが付属している。

### 登場人物（ゲームオリジナル）
ラピス・フリーデン
声 - 能登麻美子
主人公の一人。15歳。12月11日生まれ。O型。滅びる一歩手前の公国の生き残り。アウインの双子の姉だが、学園に身を隠すため性別を偽り、男装している。
アウイン・フリーデン
声 - 羽多野渉
主人公の一人。15歳。12月11日生まれ。O型。ラピスの双子の弟。国を再興するカギとなる「翼」を探すべく、姉と共に学園に身を隠すことに。
コーラル・フェナカイト
声 - 平田広明
学園の保健医。32歳。5月31日生まれ。B型。アウインらの事情を知る一人。
ハウライト・ヘリオドール
声 - 宮田幸季
3月7日生まれ。AB型。11歳にして、飛び級で学園に入学出来たほどの頭脳を持つ少年。フォンが苦手。
セラフィー・ナイト
声 - 笹沼晃
新聞部の委員長。15歳。10月16日生まれ。A型。彼と接触し情報を流したりすることで、イベント発生など変化が起こることがある。

## 関連商品
クラスターエッジ DVDシリーズ
バンダイビジュアルから発売された全9巻のDVD。ラジオ「嗚呼、クラスター学園!」やオーディオコメンタリーを収録、更にはOVAなどのメディア特典を充実させている。9巻にはOVAの『Secret Episode』全3話が収録されている。初回封入版にはキャラクターのマグネット、1.4.7巻には3巻分が収納できるDVD-BOXがセットになっている。
クラスターエッジ キャラクターコレクション
2006年2月22日にミュージックレインから発売されたドラマCD。
クラスターエッジ 未来（ソラ）へ
2006年12月8日に発売されたドラマCD。
クラスターエッジ（漫画）
小松田わんが描いた漫画版。白泉社から全二巻が出版されている。漫画雑誌「LaLa DX」に連載された。